# Huyết mộc
Huyết mộc, tên khoa học Haematoxylum campechianum, là một loài thực vật có hoa trong họ Đậu. Loài này được L. miêu tả khoa học đầu tiên. Chất chiết từ gỗ cây huyết mộc là hematoxylin được sử dụng trong phương pháp nhuộm hematoxyline và eosin để nhuộm mô kiểm tra sự thay đổi hình thái mô học. 

## Hình ảnh

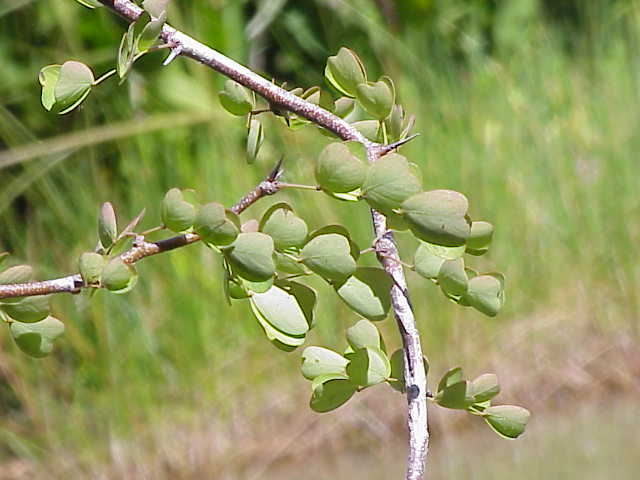
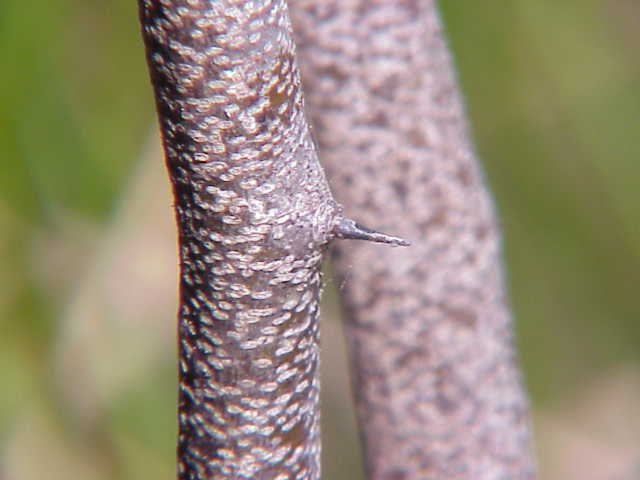
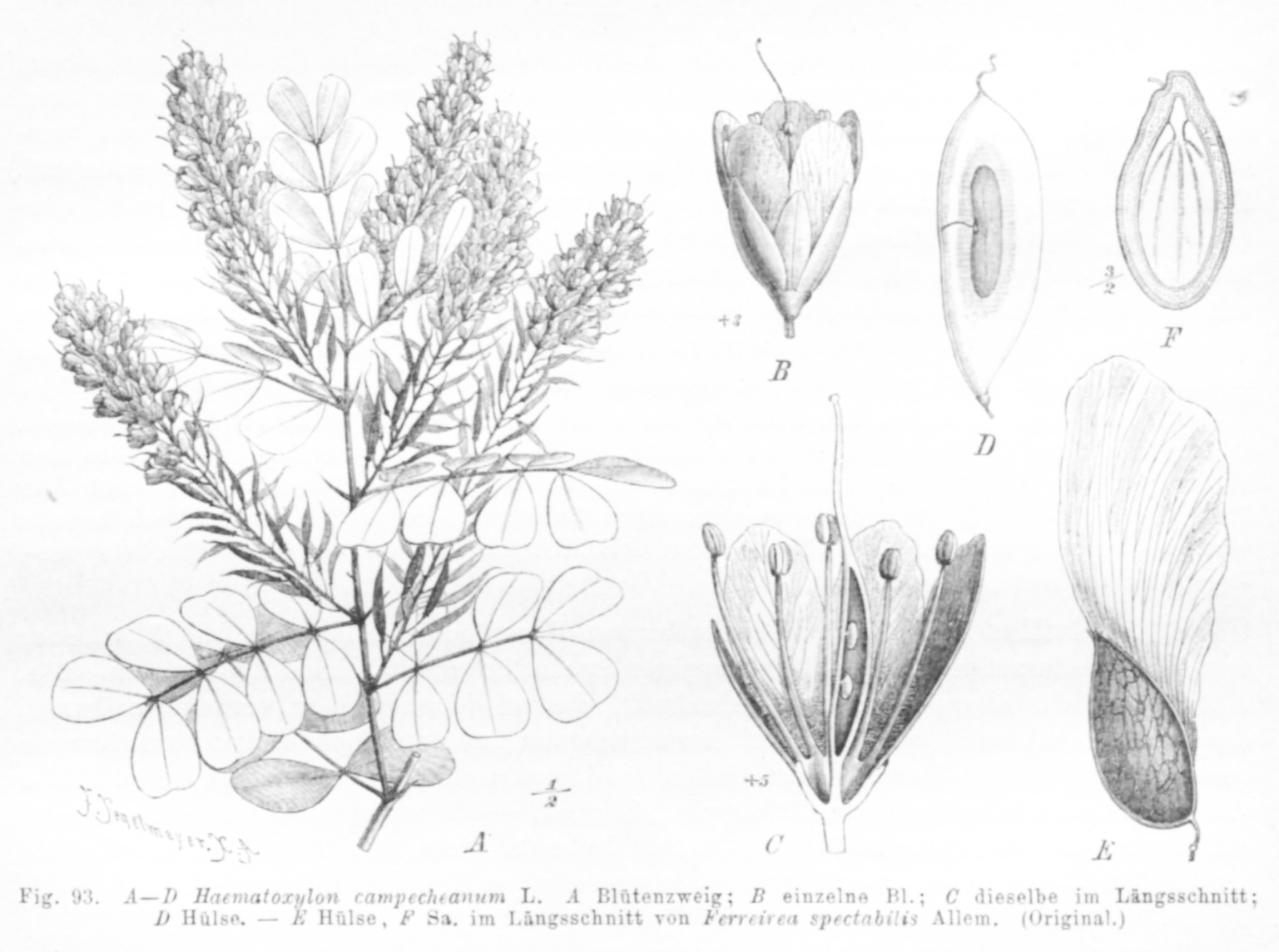
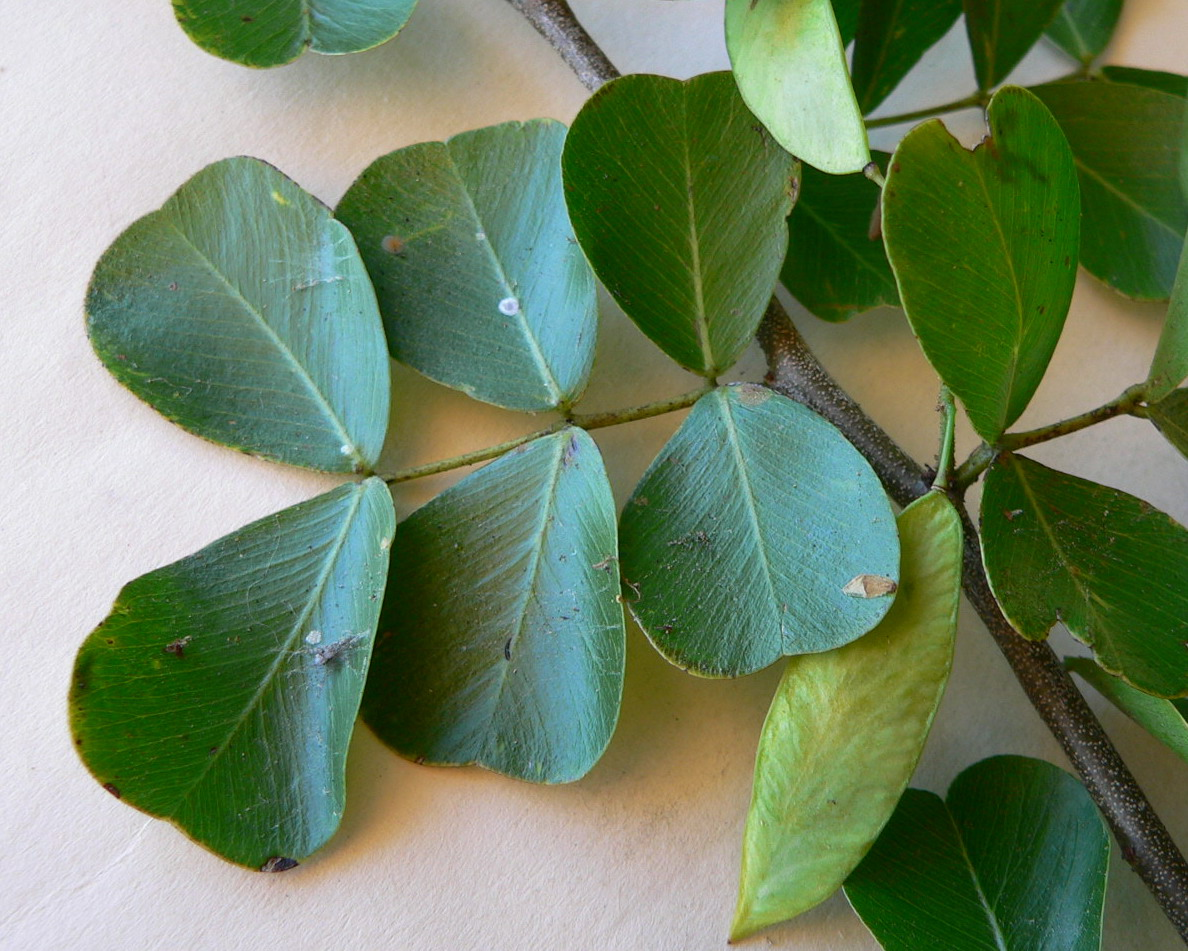